# Жуделен Авеска
Жуделен Авеска (фр. Judelin Aveska, нар. 21 жовтня 1987, Порт-Марго) — гаїтянський футболіст, захисник аргентинського клубу «Атлетіко Уругвай».
Виступав за цілу низку аргнтинських команд, а також національну збірну Гаїті.

## Клубна кар'єра
Народився 21 жовтня 1987 року в місті Порт-Марго. Вихованець юнацьких команд футбольних клубів «Рівер Плейт та «Гаїтьєн».
У дорослому футболі дебютував 2008 року виступами за команду клубу «Індепендьєнте Рівадавія», до складу якого приєднався на правах оренди знаходячись на контракті клубу «Рівер Плейт». Через рік уклав з командою з Мендоси контракт та відіграв у складі клубу ще чотири сезони.
Згодом з 2013 по 2016 рік грав у складі команд клубів «Хімнасія і Есгріма» (Жужуй), «Хувентуд Уніда», «Альмагро» та «Мохун Баган» (у складі цього індійського клубу не провів жодного матчу першості).
До складу клубу «Атлетіко Уругвай» приєднався 2016 року.

## Виступи за збірну
2008 року дебютував в офіційних матчах у складі національної збірної Гаїті. Наразі провів у формі головної команди країни 46 матчів, забивши 1 гол.
У складі збірної був учасником Золотого кубка КОНКАКАФ 2009 року у США, Золотого кубка КОНКАКАФ 2013 року у США, Золотого кубка КОНКАКАФ 2015 року у США і Канаді, Кубка Америки 2016 року у США.